# Вест Вендовер (Невада)
Вест Вендовер (енгл. West Wendover) град је у америчкој савезној држави Невада.

## Демографија
По попису из 2010. године број становника је 4.410, што је 311 (-6,6%) становника мање него 2000. године.
| Група             | 2000.         | 2010.         |
| Белци             | 1.811 (38,4%) | 1.489 (33,8%) |
| Афроамериканци    | 32 (0,7%)     | 28 (0,6%)     |
| Азијати           | 28 (0,6%)     | 59 (1,3%)     |
| Хиспаноамериканци | 2.684 (56,9%) | 2.722 (61,7%) |
| Укупно            | 4.721         | 4.410         |